# 酒井忠晴
酒井 忠晴（さかい ただはる、1970年6月21日 - ）は、埼玉県三郷市出身の元プロ野球選手（内野手）、コーチ。

## 経歴

### プロ入り前
修徳高等学校では本来は遊撃手であったが強肩を買われ、2年生からエースとなる。1987年夏の東東京大会決勝に進むが帝京高の芝草宇宙と投げ合ったが、準優勝。翌1988年夏はエース、1番打者、主将として再度、東東京大会決勝に進むが、日大一高に3-4で惜敗し、準優勝。1988年度ドラフト会議にて中日ドラゴンズから5位指名を受け、入団。

### 第1次中日時代
プロ入り後、すぐに内野手登録となった。
1989年はアメリカの教育リーグに留学した。
1991年シーズンから控えとして一軍に定着した。
1992年シーズンには、シーズン中盤に種田仁が欠場したこともあり、遊撃手として37試合に先発出場。
1995年シーズンオフに前田幸長、平沼定晴、樋口一紀との3対3の交換トレードで仁村徹、山本保司とともに千葉ロッテマリーンズへ移籍。

### ロッテ時代
1999年シーズンには三塁手であった初芝清が指名打者、一塁手となり、その後継として三塁手の定位置を獲得。
2000年シーズンには二塁手に回る。7月6日の対福岡ダイエーホークス戦（富山市民球場）では5回裏、永井智浩から満塁本塁打を放った。
2001年シーズンには規定打席にわずか13打席届かなかったが過去最高の打率.266を記録。特に6月は、16試合連続安打を含む72打数29安打1本塁打で、月間打率.403を記録した（月間MVPは14本塁打を放った近鉄タフィ・ローズ）。チーム最終戦となった10月2日の対日本ハムファイターズ戦では延長11回一死無走者の打席で金村曉から自身初のサヨナラ本塁打を放った。この時期は、同じく名手と呼ばれた遊撃手の小坂誠と共に高い守備力を誇る二遊間、三遊間を形成してチームを支えた。
2002年シーズンオフに波留敏夫との交換トレードで古巣・中日に復帰。

### 第2次中日時代
2004年シーズンにはタイプが似ている同じ内野手の川相昌弘が加入。結局ルーキーイヤー以来の一軍出場なしに終わり、同年のシーズンオフに自由契約となった。12球団合同トライアウトで新球団の東北楽天ゴールデンイーグルスの新監督田尾安志の目に留まり、無償トレードで楽天へ移籍。

### 楽天時代
2005年シーズンは遊撃手、三塁手、二塁手の3つのポジションをこなし、84試合に先発出場。
2006年シーズンは主砲・ホセ・フェルナンデスの加入と若手主体へのチーム方針の転換により、出番が激減。目立った衰えのないまま同年のシーズンオフに球団から戦力外通告を受け、プロ野球からの引退を表明。

### 現役引退後
2007年からはお笑い芸人の萩本欽一が立ち上げた社会人野球チームの茨城ゴールデンゴールズでプレー。
2012年シーズンから2014年シーズンまでの3年間、BCリーグの福井ミラクルエレファンツの監督を務めた。

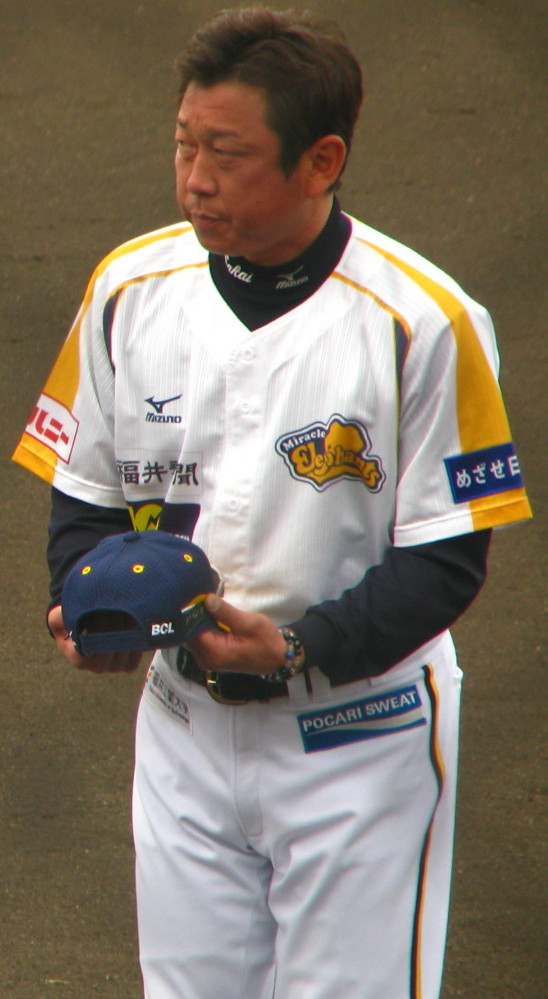
福井ミラクルエレファンツでの監督時代
（2014年4月20日）

2014年10月22日に楽天の二軍内野守備走塁コーチに就任することが発表された。
2020年シーズンは二軍内野守備バントコーチを務め、2021年シーズンは育成内野守備走塁コーチを務めたが同年のシーズン限りで退任。
2022年3月、福井市で「酒井忠晴野球塾」を開校。プロ野球現役18年間とプロ野球指導歴10年間の経験を活かして福井県の小中学生を対象に活動を開始。

## 選手としての特徴・人物
二塁、遊撃、三塁を華麗にこなす内野の守備職人。打撃に課題があったが、守備だけで“メシが食える選手”と称された。
ロッテ時代に二遊間を組むことが多かった小坂誠は、酒井の守備について「まさに別世界のプレーだった」と振り返り、酒井の守備での「スムーズな脚運び」「捕球してから素早く送球する」といった動作を参考にしていたという。
中日時代のチームメイトである井端弘和は、内野守備が上手い選手の1人に酒井を挙げている。井端は酒井の守備を「魅せる守備（華麗なグラブさばき）」と表現し、「魅せる守備では、（酒井さんに）到底追いつけない」と思い、堅実に守るように方向転換したという。
新庄剛志は「（酒井さんは）もう守備だけで見たら12球団ナンバー1。球際を難なくきれいにこなす、ひやっ、この守備は凄いなって。ボールがね、吸い込まれていくんですよ、凄かった」と語っている。

## 詳細情報

### 年度別打撃成績
| 年 度      | 球 団      | 試 合 | 打 席 | 打 数 | 得 点 | 安 打 | 二 塁 打 | 三 塁 打 | 本 塁 打 | 塁 打 | 打 点 | 盗 塁 | 盗 塁 死 | 犠 打 | 犠 飛 | 四 球 | 敬 遠 | 死 球 | 三 振 | 併 殺 打 | 打 率 | 出 塁 率 | 長 打 率 | O P S |
| ---------- | ---------- | ----- | ----- | ----- | ----- | ----- | -------- | -------- | -------- | ----- | ----- | ----- | -------- | ----- | ----- | ----- | ----- | ----- | ----- | -------- | ----- | -------- | -------- | ----- |
| 1990       | 中日       | 4     | 6     | 6     | 0     | 1     | 0        | 0        | 0        | 1     | 0     | 0     | 0        | 0     | 0     | 0     | 0     | 0     | 2     | 0        | .167  | .167     | .167     | .334  |
| 1991       | 中日       | 40    | 33    | 29    | 6     | 4     | 0        | 0        | 0        | 4     | 1     | 1     | 1        | 1     | 0     | 2     | 0     | 1     | 5     | 1        | .138  | .219     | .138     | .357  |
| 1992       | 中日       | 74    | 144   | 125   | 10    | 33    | 2        | 0        | 0        | 35    | 5     | 1     | 0        | 9     | 0     | 10    | 2     | 0     | 27    | 0        | .264  | .319     | .280     | .599  |
| 1993       | 中日       | 51    | 38    | 28    | 2     | 5     | 1        | 0        | 0        | 6     | 2     | 0     | 0        | 6     | 0     | 3     | 0     | 1     | 6     | 0        | .179  | .281     | .214     | .495  |
| 1994       | 中日       | 66    | 54    | 45    | 7     | 9     | 2        | 0        | 0        | 11    | 0     | 0     | 0        | 3     | 0     | 4     | 0     | 2     | 9     | 1        | .200  | .294     | .244     | .538  |
| 1995       | 中日       | 54    | 63    | 58    | 6     | 15    | 2        | 0        | 0        | 17    | 2     | 1     | 0        | 1     | 0     | 4     | 0     | 0     | 8     | 2        | .259  | .306     | .293     | .599  |
| 1996       | ロッテ     | 68    | 114   | 98    | 13    | 22    | 4        | 1        | 0        | 28    | 5     | 4     | 1        | 8     | 1     | 7     | 0     | 0     | 14    | 3        | .224  | .274     | .286     | .560  |
| 1997       | ロッテ     | 52    | 83    | 76    | 5     | 18    | 7        | 1        | 0        | 27    | 8     | 2     | 1        | 2     | 0     | 5     | 0     | 0     | 15    | 1        | .237  | .284     | .355     | .639  |
| 1998       | ロッテ     | 98    | 217   | 183   | 18    | 45    | 18       | 0        | 1        | 66    | 18    | 1     | 1        | 15    | 2     | 17    | 0     | 0     | 35    | 2        | .246  | .307     | .361     | .668  |
| 1999       | ロッテ     | 106   | 350   | 307   | 27    | 81    | 14       | 5        | 2        | 111   | 28    | 0     | 1        | 19    | 1     | 19    | 1     | 4     | 62    | 8        | .264  | .314     | .362     | .676  |
| 2000       | ロッテ     | 106   | 315   | 271   | 23    | 60    | 11       | 2        | 1        | 78    | 29    | 1     | 0        | 19    | 3     | 20    | 0     | 2     | 41    | 7        | .221  | .277     | .288     | .565  |
| 2001       | ロッテ     | 125   | 421   | 372   | 28    | 99    | 15       | 0        | 3        | 123   | 34    | 0     | 1        | 18    | 2     | 27    | 0     | 2     | 58    | 17       | .266  | .318     | .331     | .649  |
| 2002       | ロッテ     | 62    | 210   | 188   | 20    | 49    | 11       | 0        | 1        | 63    | 17    | 0     | 1        | 10    | 0     | 11    | 0     | 1     | 40    | 5        | .261  | .305     | .335     | .640  |
| 2003       | 中日       | 16    | 18    | 17    | 2     | 5     | 1        | 0        | 0        | 6     | 1     | 0     | 0        | 1     | 0     | 0     | 0     | 0     | 5     | 0        | .294  | .294     | .353     | .647  |
| 2005       | 楽天       | 105   | 296   | 278   | 27    | 71    | 7        | 2        | 4        | 94    | 31    | 2     | 1        | 5     | 2     | 11    | 0     | 0     | 42    | 5        | .255  | .282     | .338     | .620  |
| 2006       | 楽天       | 7     | 9     | 6     | 1     | 0     | 0        | 0        | 0        | 0     | 0     | 0     | 0        | 2     | 0     | 1     | 0     | 0     | 3     | 0        | .000  | .143     | .000     | .143  |
| 通算：16年 | 通算：16年 | 1034  | 2371  | 2087  | 195   | 517   | 95       | 11       | 12       | 670   | 181   | 13    | 8        | 119   | 11    | 141   | 3     | 13    | 372   | 52       | .248  | .298     | .321     | .619  |

### 記録
初記録
- 初出場：1990年4月30日、対広島東洋カープ6回戦（広島市民球場）、7回裏に遊撃手として出場
- 初打席・初安打：同上、9回表に畝龍実から
- 初先発出場：1990年5月16日、対広島東洋カープ8回戦（石川県立野球場）、2番・遊撃手
- 初盗塁：1991年5月18日、対阪神タイガース8回戦（阪神甲子園球場）、8回表に二盗（投手：藤本修二、捕手：嶋田宗彦）
- 初打点：1991年10月15日、対広島東洋カープ26回戦（ナゴヤ球場）、9回裏に片瀬清利から
- 初本塁打：1998年4月30日、対オリックス・ブルーウェーブ5回戦（千葉マリンスタジアム）、5回裏に星野伸之から

節目の記録
- 1000試合出場：2005年7月19日、対福岡ソフトバンクホークス11回戦（福岡Yahoo!JAPANドーム）、7番・二塁手として先発出場 ※史上404人目

### 背番号
- 49（1989年 - 1995年、2004年）
- 12（1996年）
- 4（1997年 - 2003年）
- 0（2005年 - 2006年）
- 9（2007年 - 2011年）
- 88（2012年 - 2014年）
- 87（2015年 - 2021年）